# アカデミー編集賞
アカデミー編集賞（Academy Award for Film Editing）は、アカデミー賞の部門の一つ。

## 歴史
1934年度（第7回）より設置された。

## 統計
| 部門               | 名前                                                                          | 回数          | 最近年                      | 備考                                                    |
| ------------------ | ----------------------------------------------------------------------------- | ------------- | --------------------------- | ------------------------------------------------------- |
| 最多受賞者         | マイケル・カーン セルマ・スクーンメイカー ダニエル・マンデル ラルフ・ドーソン | 3度受賞       | 1998年 2011年 1960年 1938年 | 8度ノミネート 7度ノミネート 5度ノミネート 4度ノミネート |
| 最多候補者         | マイケル・カーン セルマ・スクーンメイカー                                     | 8度ノミネート | 2012年                      | 3度受賞                                                 |
| 受賞なき最多候補者 | ジェリー・ハンブリング フレデリック・ナドソン（英語版）                       | 6度ノミネート | 1996年 1963年               | 2013年没 1964年没                                       |

※映画芸術科学アカデミー発表のドキュメントより。

## 受賞及び候補者一覧

### 1930年代
| 年                                         | 編集                   | 作品名 |
| ------------------------------------------ | ---------------------- | ------ |
| 1934年 （第7回）                           |                        |        |
| コンラッド・A・ネルヴィッヒ                | エスキモー             |        |
| アン・ボーチェンズ                         | クレオパトラ           |        |
| ジーン・ミルフォード                       | 恋の一夜               |        |
| 1935年 （第8回）                           |                        |        |
| ラルフ・ドーソン                           | 真夏の夜の夢           |        |
| ロバート・J・カーン                        | 孤児ダビド物語         |        |
| ジョージ・ハイヴリー                       | 男の敵                 |        |
| バーバラ・マクリーン                       | 噫無情                 |        |
| エルスワース・ホーグランド                 | ベンガルの槍騎兵       |        |
| マーガレット・ブース                       | 戦艦バウンティ号の叛乱 |        |
| 1936年 （第9回）                           |                        |        |
| ラルフ・ドーソン                           | 風雲児アドヴァース     |        |
| エドワード・カーティス                     | 大自然の凱歌           |        |
| ウィリアム・S・グレイ                      | 巨星ジーグフェルド     |        |
| バーバラ・マクリーン                       | 勝鬨                   |        |
| コンラッド・A・ネルヴィッヒ                | 嵐の三色旗             |        |
| オットー・マイヤー                         | 花嫁凱旋               |        |
| 1937年 （第10回）                          |                        |        |
| ジーン・ハヴリック、ジーン・ミルフォード   | 失はれた地平線         |        |
| アル・クラーク                             | 新婚道中記             |        |
| エルモ・ヴェロン                           | 我は海の子             |        |
| バジル・ランゲル                           | 大地                   |        |
| バーナード・W・バートン                    | オーケストラの少女     |        |
| 1938年 （第11回）                          |                        |        |
| ラルフ・ドーソン                           | ロビンフッドの冒険     |        |
| バーバラ・マクリーン                       | 世紀の楽団             |        |
| トム・ヘルド                               | グレート・ワルツ       |        |
| トム・ヘルド                               | テスト・パイロット     |        |
| ジーン・ハヴリック                         | 我が家の楽園           |        |
| 1939年 （第12回）                          |                        |        |
| ハル・C・カーン、ジェームズ・E・ニューカム | 風と共に去りぬ         |        |
| チャールズ・フレンド                       | チップス先生さようなら |        |
| アル・クラーク、ジーン・ハヴリック         | スミス都へ行く         |        |
| バーバラ・マクリーン                       | 雨ぞ降る               |        |
| オソー・ラヴァリング、ドロシー・スペンサー | 駅馬車                 |        |

### 1940年代
| 年                                         | 編集                             | 作品名 |
| ------------------------------------------ | -------------------------------- | ------ |
| 1940年 （第13回）                          |                                  |        |
| アン・ボーチェンズ                         | 北西騎馬警官隊                   |        |
| ロバート・E・シンプソン                    | 怒りの葡萄                       |        |
| ウォーレン・ロウ                           | 月光の女                         |        |
| シャーマン・トッド                         | 果てなき船路                     |        |
| ハル・C・カーン                            | レベッカ                         |        |
| 1941年 （第14回）                          |                                  |        |
| ウィリアム・ホームズ                       | ヨーク軍曹                       |        |
| ロバート・ワイズ                           | 市民ケーン                       |        |
| ハロルド・F・クレス                        | ジキル博士とハイド氏             |        |
| ジェームズ・B・クラーク                    | わが谷は緑なりき                 |        |
| ダニエル・マンデル                         | 偽りの花園                       |        |
| 1942年 （第15回）                          |                                  |        |
| ダニエル・マンデル                         | 打撃王                           |        |
| ハロルド・F・クレス                        | ミニヴァー夫人                   |        |
| オットー・マイヤー                         | 希望の降る街                     |        |
| ウォルター・トンプソン                     | 純愛の誓い                       |        |
| ジョージ・アーミー                         | ヤンキー・ドゥードゥル・ダンディ |        |
| 1943年 （第16回）                          |                                  |        |
| ジョージ・アーミー                         | 空軍/エア・フォース              |        |
| オーウェン・マークス                       | カサブランカ                     |        |
| ドーン・ハリソン                           | 熱砂の秘密                       |        |
| シャーマン・トッド、ジョン・リンク         | 誰が為に鐘は鳴る                 |        |
| バーバラ・マクリーン                       | 聖処女                           |        |
| 1944年 （第17回）                          |                                  |        |
| バーバラ・マクリーン                       | ウィルソン                       |        |
| ルロイ・ストーン                           | 我が道を往く                     |        |
| オーウェン・マークス                       | Janie                            |        |
| ローランド・グロス                         | 孤独な心                         |        |
| ジェームズ・E・ニューカム、ハル・C・カーン | 君去りし後                       |        |
| 1945年 （第18回）                          |                                  |        |
| ロバート・J・カーン                        | 緑園の天使                       |        |
| ハリー・マルケル                           | 聖メリーの鐘                     |        |
| ドーン・ハリソン                           | 失われた週末                     |        |
| ジョージ・アーミー                         | Objective, Burma!                |        |
| チャールズ・ネルソン                       | 楽聖ショパン                     |        |
| 1946年 （第19回）                          |                                  |        |
| ダニエル・マンデル                         | 我等の生涯の最良の年             |        |
| ウイリアム・ホーンベック                   | 素晴らしき哉、人生!              |        |
| ウィリアム・A・リオン                      | ジョルスン物語                   |        |
| アーサー・ヒルトン                         | 殺人者                           |        |
| ハロルド・F・クレス                        | 子鹿物語                         |        |
| 1947年 （第20回）                          |                                  |        |
| フランシス・リオン、ロバート・パリッシュ   | ボディ・アンド・ソウル           |        |
| モニカ・コリングウッド                     | 気まぐれ天使                     |        |
| ハーモン・ジョーンズ                       | 紳士協定                         |        |
| ジョージ・ホワイト                         | 大地は怒る                       |        |
| ファーガス・マクドネル                     | 邪魔者は殺せ                     |        |
| 1948年 （第21回）                          |                                  |        |
| ポール・ウェザーワックス                   | 裸の町                           |        |
| フランク・サリヴァン                       | ジャンヌ・ダーク                 |        |
| デイヴィッド・ワイスバート                 | ジョニー・ベリンダ               |        |
| クリスチャン・ナイビー                     | 赤い河                           |        |
| レジノルド・ミルズ                         | 赤い靴                           |        |
| 1949年 （第22回）                          |                                  |        |
| ハリー・W・ガースタッド                    | チャンピオン                     |        |
| ロバート・パリッシュ、アル・クラーク       | オール・ザ・キングスメン         |        |
| ジョン・D・ダニング                        | 戦場                             |        |
| リチャード・L・ヴァン・インジャー          | 硫黄島の砂                       |        |
| フレデリック・ナドソン                     | 窓                               |        |

### 1950年代
| 年                                                                  | 編集                 | 作品名 |
| ------------------------------------------------------------------- | -------------------- | ------ |
| 1950年 （第23回）                                                   |                      |        |
| コンラッド・A・ネルヴィッヒ、ラルフ・E・ウィンタース                | キング・ソロモン     |        |
| バーバラ・マクリーン                                                | イヴの総て           |        |
| ジェームズ・E・ニューカム                                           | アニーよ銃をとれ     |        |
| アーサー・P・シュミット、ドーン・ハリソン                           | サンセット大通り     |        |
| オズワルド・ハーフェンリヒター                                      | 第三の男             |        |
| 1951年 （第24回）                                                   |                      |        |
| ウィリアム・ホーンベック                                            | 陽のあたる場所       |        |
| アドリアン・フェイザン                                              | 巴里のアメリカ人     |        |
| ドロシー・スペンサー、ジョニー・グリーン                            | 暁前の決断           |        |
| ラルフ・E・ウィンタース                                             | クォ・ヴァディス     |        |
| チェスター・シェーファー                                            | 井戸                 |        |
| 1952年 （第25回）                                                   |                      |        |
| ハリー・ガースタッド、エルモ・ウィリアムズ                          | 真昼の決闘           |        |
| ウォーレン・ロウ                                                    | 愛しのシバよ帰れ     |        |
| ウィリアム・オースティン                                            | 第七機動部隊         |        |
| アン・ボーチェンズ                                                  | 地上最大のショウ     |        |
| ラルフ・ケンプレン                                                  | 赤い風車             |        |
| 1953年 （第26回）                                                   |                      |        |
| ウィリアム・A・リオン                                               | 地上より永遠に       |        |
| アーヴァイン・ウォーバートン                                        | Crazylegs            |        |
| オットー・ルドウィグ                                                | 月蒼くして           |        |
| ロバート・スウィンク                                                | ローマの休日         |        |
| エヴェレット・ダグラス                                              | 宇宙戦争             |        |
| 1954年 （第27回）                                                   |                      |        |
| ジーン・ミルフォード                                                | 波止場               |        |
| ウィリアム・A・リオン                                               | ケイン号の叛乱       |        |
| ラルフ・ドーソン                                                    | 紅の翼               |        |
| ラルフ・E・ウィンタース                                             | 掠奪された七人の花嫁 |        |
| エルモ・ウィリアムス                                                | 海底二万哩           |        |
| 1955年 （第28回）                                                   |                      |        |
| チャールズ・ネルソン、ウィリアム・A・リオン                         | ピクニック           |        |
| フェリス・ウェブスター                                              | 暴力教室             |        |
| アルマ・マックローリー                                              | トコリの橋           |        |
| ジーン・ラギエロー、ジョージ・ベームラー                            | オクラホマ!          |        |
| ウォーレン・ロウ                                                    | バラの刺青           |        |
| 1956年 （第29回）                                                   |                      |        |
| ポール・ウェザーワックス、ジーン・ラギエロー                        | 八十日間世界一周     |        |
| メリル・G・ホワイト                                                 | 黒い牡牛             |        |
| ウィリアム・ホーンバック、フィリップ・W・アンダーソン、Fred Bohanan | ジャイアンツ         |        |
| アルバート・アクスト                                                | 傷だらけの栄光       |        |
| アン・ボーチェンズ                                                  | 十戒                 |        |
| 1957年 （第30回）                                                   |                      |        |
| ピーター・テイラー                                                  | 戦場にかける橋       |        |
| ウォーレン・ロウ                                                    | OK牧場の決斗         |        |
| ヴィオラ・ローレンス、ジェローム・トマス                            | 夜の豹               |        |
| アーサー・P・シュミット、フィリップ・W・アンダーソン                | サヨナラ             |        |
| ダニエル・マンデル                                                  | 情婦                 |        |
| 1958年 （第31回）                                                   |                      |        |
| アドリアン・フェイザン                                              | 恋の手ほどき         |        |
| ウィリアム・ジーグラー                                              | メイム叔母さん       |        |
| ウィリアム・A・ライオン、アル・クラーク                             | カウボーイ           |        |
| フレデリック・ナドソン                                              | 手錠のまゝの脱獄     |        |
| ウイリアム・ホーンベック                                            | 私は死にたくない     |        |
| 1959年 （第32回）                                                   |                      |        |
| ラルフ・E・ウィンターズ、ジョン・D・ダニング                        | ベン・ハー           |        |
| ルイス・R・ローフラー                                               | 或る殺人             |        |
| ジョージ・トマシーニ                                                | 北北西に進路を取れ   |        |
| ウォルター・トンプソン                                              | 尼僧物語             |        |
| フレデリック・ナドソン                                              | 渚にて               |        |

### 1960年代
| 年                                                                                             | 編集                               | 作品名 |
| ---------------------------------------------------------------------------------------------- | ---------------------------------- | ------ |
| 1960年 （第33回）                                                                              |                                    |        |
| ダニエル・マンデル                                                                             | アパートの鍵貸します               |        |
| スチュアート・ギルモア                                                                         | アラモ                             |        |
| フレデリック・ナドソン                                                                         | 風の遺産                           |        |
| アル・クラーク、ヴァイオラ・ローレンス                                                         | ペペ                               |        |
| ロバート・ローレンス                                                                           | スパルタカス                       |        |
| 1961年 （第34回）                                                                              |                                    |        |
| トーマス・スタンフォード                                                                       | ウエスト・サイド物語               |        |
| ウィリアム・H・レイノルズ                                                                      | ファニー                           |        |
| アラン・オスビストン                                                                           | ナバロンの要塞                     |        |
| フレデリック・ナドソン                                                                         | ニュールンベルグ裁判               |        |
| フィリップ・W・アンダーソン                                                                    | 罠にかかったパパとママ             |        |
| 1962年 （第35回）                                                                              |                                    |        |
| アン・V・コーツ                                                                                | アラビアのロレンス                 |        |
| サミュエル・E・ビートリー                                                                      | 史上最大の作戦                     |        |
| フェリス・ウェブスター                                                                         | 影なき狙撃者                       |        |
| ウィリアム・ジーグラー                                                                         | The Music Man                      |        |
| ジョン・マクスウィニー・Jr                                                                     | 戦艦バウンティ                     |        |
| 1963年 （第36回）                                                                              |                                    |        |
| ハロルド・F・クレス                                                                            | 西部開拓史                         |        |
| ルイス・R・レフラー                                                                            | 枢機卿                             |        |
| ドロシー・スペンサー                                                                           | クレオパトラ                       |        |
| フェリス・ウェブスター                                                                         | 大脱走                             |        |
| ロバート・C・ジョーンズ、ジン・フラウワー・Jr、フレデリック・ナドソン                          | おかしなおかしなおかしな世界       |        |
| 1964年 （第37回）                                                                              |                                    |        |
| コットン・ウォーバートン                                                                       | メリー・ポピンズ                   |        |
| アン・V・コーテス                                                                              | ベケット                           |        |
| テッド・J・ケント                                                                              | がちょうのおやじ                   |        |
| マイケル・ルチアーノ                                                                           | ふるえて眠れ                       |        |
| ウィリアム・ジーグラー                                                                         | マイ・フェア・レディ               |        |
| 1965年 （第38回）                                                                              |                                    |        |
| ウィリアム・H・レイノルズ                                                                      | サウンド・オブ・ミュージック       |        |
| チャールズ・ネルソン                                                                           | キャット・バルー                   |        |
| ノーマン・サヴェージ                                                                           | ドクトル・ジバゴ                   |        |
| マイケル・ルチアーノ                                                                           | 飛べ!フェニックス                  |        |
| ラルフ・E・ウィンタース                                                                        | グレートレース                     |        |
| 1966年 （第39回）                                                                              |                                    |        |
| フランク・サンティロ、スチュワート・リンダー、ヘンリー・バーマン、フレドリック・スタインカンプ | グラン・プリ                       |        |
| ウィリアム・B・マーフィー                                                                      | ミクロの決死圏                     |        |
| ハル・アシュビー、J・テリー・ウィリアムズ                                                      | アメリカ上陸作戦                   |        |
| ウィリアム・H・レイノルズ                                                                      | 砲艦サンパブロ                     |        |
| サム・オスティーン                                                                             | バージニア・ウルフなんかこわくない |        |
| 1967年 （第40回）                                                                              |                                    |        |
| ハル・アシュビー                                                                               | 夜の大捜査線                       |        |
| フランク・P・ケラー                                                                            | ビーチレッド戦記                   |        |
| マイケル・ルチアーノ                                                                           | 特攻大作戦                         |        |
| サミュエル・E・ビートリー、マージョリー・フラウワー                                            | ドリトル先生不思議な旅             |        |
| ロバート・C・ジョーンズ                                                                        | 招かれざる客                       |        |
| 1968年 （第41回）                                                                              |                                    |        |
| フランク・P・ケラー                                                                            | ブリット                           |        |
| ウィリアム・サンズ、ロバート・スワンク、モーリー・ワイントローブ                               | ファニー・ガール                   |        |
| フランク・ブラクト                                                                             | おかしな二人                       |        |
| ラルフ・ケンプラン                                                                             | オリバー!                          |        |
| エヴァ・ニューマン、フレッド・R・フェイシャンズ・Jr                                            | 狂った青春                         |        |
| 1969年 （第42回）                                                                              |                                    |        |
| フランソワーズ・ボノー                                                                         | Z                                  |        |
| ウィリアム・H・レイノルズ                                                                      | ハロー・ドーリー!                  |        |
| ヒュー・A・ロバートソン                                                                        | 真夜中のカーボーイ                 |        |
| ウィリアム・A・ライオン、アール・ハーンドン                                                    | サンタ・ビットリアの秘密           |        |
| フレドリック・スタインカンプ                                                                   | ひとりぼっちの青春                 |        |

### 1970年代
| 年                                                                                       | 編集                                  | 作品名 |
| ---------------------------------------------------------------------------------------- | ------------------------------------- | ------ |
| 1970年 （第43回）                                                                        |                                       |        |
| ヒュー・F・ファウラー                                                                    | パットン大戦車軍団                    |        |
| スチュアート・ギルモア                                                                   | 大空港                                |        |
| ダンフォード・B・グリーン                                                                | M★A★S★H マッシュ                      |        |
| ジェームズ・E・ニューカム、ペンブローク・J・ヘリング、井上親弥                           | トラ・トラ・トラ!                     |        |
| セルマ・スクーンメイカー                                                                 | ウッドストック/愛と平和と音楽の三日間 |        |
| 1971年 （第44回）                                                                        |                                       |        |
| ジェラルド・B・グリーンバーグ                                                            | フレンチ・コネクション                |        |
| スチュアート・ギルモア、ジョン・W・ホームズ                                              | アンドロメダ…                         |        |
| ビル・バトラー                                                                           | 時計じかけのオレンジ                  |        |
| ラルフ・E・ウィンタース                                                                  | コッチおじさん                        |        |
| フォーマー・ブラングステッド                                                             | おもいでの夏                          |        |
| 1972年 （第45回）                                                                        |                                       |        |
| デヴィッド・ブレサートン                                                                 | キャバレー                            |        |
| トム・プリーストリー                                                                     | 脱出                                  |        |
| ピーター・ツィンナー、ウィリアム・H・レイノルズ                                          | ゴッドファーザー                      |        |
| フランク・P・ケラー、フレッド・W・バーガー                                               | ホット・ロック                        |        |
| ハロルド・F・クレス                                                                      | ポセイドン・アドベンチャー            |        |
| 1973年 （第46回）                                                                        |                                       |        |
| ウィリアム・H・レイノルズ                                                                | スティング                            |        |
| ヴェルマ・フィールズ、マーシア・ルーカス                                                 | アメリカン・グラフィティ              |        |
| ラルフ・ケンプレン                                                                       | ジャッカルの日                        |        |
| ノーマン・ゲイ、バド・スミス、ジョーダン・レオンドポウロス、エヴァン・ロットマン         | エクソシスト                          |        |
| ジェームズ・ギャロウェイ、フランク・P・ケラー                                            | かもめのジョナサン                    |        |
| 1974年 （第47回）                                                                        |                                       |        |
| ハロルド・F・クレス、カール・クレス                                                      | タワーリング・インフェルノ            |        |
| ダンフォード・グリーン、ジョン・C・ハワード                                              | ブレージングサドル                    |        |
| サム・オスティーン                                                                       | チャイナタウン                        |        |
| ドロシー・スペンサー                                                                     | 大地震                                |        |
| マイケル・ルチアーノ                                                                     | ロンゲスト・ヤード                    |        |
| 1975年 （第48回）                                                                        |                                       |        |
| ヴァーナ・フィールズ                                                                     | ジョーズ                              |        |
| デデ・アレン                                                                             | 狼たちの午後                          |        |
| ラッセル・ロイド                                                                         | 王になろうとした男                    |        |
| シェルドン・カーン、リンジー・クリングマン、リチャード・チュウ                           | カッコーの巣の上で                    |        |
| ドン・ガイデス、フレドリック・スタインカンプ                                             | コンドル                              |        |
| 1976年 （第49回）                                                                        |                                       |        |
| リチャード・ハルシー、スコット・コンラッド                                               | ロッキー                              |        |
| ロバート・L・ウォルフ                                                                    | 大統領の陰謀                          |        |
| ロバート・ジョーンズ、ペンブローク・J・ヘリング                                          | ウディ・ガスリー/わが心のふるさと     |        |
| アラン・ハイム                                                                           | ネットワーク                          |        |
| エヴァ・ニューマン、ウォルター・ハンネマン                                               | パニック・イン・スタジアム            |        |
| 1977年 （第50回）                                                                        |                                       |        |
| ポール・ハーシュ、マーシア・ルーカス、リチャード・チュウ                                 | スター・ウォーズ                      |        |
| マイケル・カーン                                                                         | 未知との遭遇                          |        |
| ウォルター・マーチ                                                                       | ジュリア                              |        |
| ウォルター・ハンネマン、アンジェロ・ロス                                                 | トランザム7000                        |        |
| ウィリアム・H・レイノルズ                                                                | 愛と喝采の日々                        |        |
| 1978年 （第51回）                                                                        |                                       |        |
| ピーター・ツィンナー                                                                     | ディア・ハンター                      |        |
| ロバート・E・スウィンク                                                                  | ブラジルから来た少年                  |        |
| ドン・ジマーマン                                                                         | 帰郷                                  |        |
| ジェリー・ハンブリング                                                                   | ミッドナイト・エクスプレス            |        |
| スチュアート・ベアード                                                                   | スーパーマン                          |        |
| 1979年 （第52回）                                                                        |                                       |        |
| アラン・ヘイム                                                                           | オール・ザット・ジャズ                |        |
| ジェラルド・グリーンバーグ、リサ・フラックマン、リチャード・マークス、ウォルター・マーチ | 地獄の黙示録                          |        |
| ロバート・ダルヴァ                                                                       | ワイルド・ブラック/少年の黒い馬       |        |
| ジェリー・グリーンバーグ                                                                 | クレイマー、クレイマー                |        |
| ロバート・L・ウォルフ、C・ティモシー・オメーラ                                           | ローズ                                |        |

### 1980年代
| 年                                                                                                   | 編集                                        | 作品名 |
| --- | ------------------------------------------- | ------ |
| 1980年 （第53回）                                                                                    |                                             |        |
| セルマ・スクーンメイカー                                                                             | レイジング・ブル                            |        |
| アーサー・シュミット                                                                                 | 歌え!ロレッタ愛のために                     |        |
| デヴィッド・ブリューイット                                                                           | コンペティション                            |        |
| アン・V・コーツ                                                                                      | エレファント・マン                          |        |
| ジェリー・ハンブリング                                                                               | フェーム                                    |        |
| 1981年 （第54回）                                                                                    |                                             |        |
| マイケル・カーン                                                                                     | レイダース/失われたアーク《聖櫃》           |        |
| テリー・ローリングス                                                                                 | 炎のランナー                                |        |
| ジョン・ブルーム                                                                                     | フランス軍中尉の女                          |        |
| ロバート・L・ロルフ                                                                                  | 黄昏                                        |        |
| デデ・アレン、クレイグ・マッケイ                                                                     | レッズ                                      |        |
| 1982年 （第55回）                                                                                    |                                             |        |
| ジョン・ブルーム                                                                                     | ガンジー                                    |        |
| ハンネス・ニーケル                                                                                   | U・ボート                                   |        |
| キャロル・リトルトン                                                                                 | E.T.                                        |        |
| ピーター・ツィンナー                                                                                 | 愛と青春の旅だち                            |        |
| ウィリアム・スタインカンプ、フレドリック・スタインカンプ                                             | トッツィー                                  |        |
| 1983年 （第56回）                                                                                    |                                             |        |
| グレン・ファー、リサ・フラックマン、スティーヴン・A・ロッター、ダグラス・スチュワード、トム・ロルフ  | ライトスタッフ                              |        |
| エドワード・アブロムス、フランク・モリス                                                             | ブルーサンダー                              |        |
| バッド・スミス、ウォルター・マルコネリー                                                             | フラッシュダンス                            |        |
| ウォルター・マルコネリー                                                                             | シルクウッド                                |        |
| リチャード・マークス                                                                                 | 愛と追憶の日々                              |        |
| 1984年 （第57回）                                                                                    |                                             |        |
| ジム・クラーク                                                                                       | キリング・フィールド                        |        |
| マイケル・チャンドラー、ネーナ・デーンヴィック                                                       | アマデウス                                  |        |
| バリー・マルキン、ロバート・Q・ラヴェット                                                            | コットンクラブ                              |        |
| デヴィッド・リーン                                                                                   | インドへの道                                |        |
| ドン・キャンバーン、フランク・モリス                                                                 | ロマンシング・ストーン 秘宝の谷             |        |
| 1985年 （第58回）                                                                                    |                                             |        |
| トム・ノーブル                                                                                       | 刑事ジョン・ブック 目撃者                   |        |
| ジョン・ブルーム                                                                                     | コーラスライン                              |        |
| シェルドン・カーン、ウィリアム・スタインカンプ、フレドリック・スタインカンプ、ペンブローク・ヘリング | 愛と哀しみの果て                            |        |
| ルーディ・ファー、カジ・ファー                                                                       | 女と男の名誉                                |        |
| ヘンリー・リチャードソン                                                                             | 暴走機関車                                  |        |
| 1986年 （第59回）                                                                                    |                                             |        |
| クレア・シンプソン                                                                                   | プラトーン                                  |        |
| レイ・ラヴジョイ                                                                                     | エイリアン2                                 |        |
| スーザン・E・モース                                                                                  | ハンナとその姉妹                            |        |
| ジム・クラーク                                                                                       | ミッション                                  |        |
| ビリー・ウェバー、クリス・レベンゾン                                                                 | トップガン                                  |        |
| 1987年 （第60回）                                                                                    |                                             |        |
| ガブリエラ・クリスティアーニ                                                                         | ラストエンペラー                            |        |
| リチャード・マークス                                                                                 | ブロードキャスト・ニュース                  |        |
| マイケル・カーン                                                                                     | 太陽の帝国                                  |        |
| マイケル・カーン、ピーター・E・バーガー                                                              | 危険な情事                                  |        |
| フランク・J・ユリオステ                                                                              | ロボコップ                                  |        |
| 1988年 （第61回）                                                                                    |                                             |        |
| アーサー・シュミット                                                                                 | ロジャー・ラビット                          |        |
| フランク・J・ユリオステ、フランク・F・リンク                                                         | ダイ・ハード                                |        |
| スチュアート・ベアード                                                                               | 愛は霧のかなたに                            |        |
| ジェリー・ハンブリング                                                                               | ミシシッピー・バーニング                    |        |
| ステュー・リンダー                                                                                   | レインマン                                  |        |
| 1989年 （第62回）                                                                                    |                                             |        |
| ジョー・ハッシング、デヴィッド・ブレナー                                                             | 7月4日に生まれて                            |        |
| マーク・ワーナー                                                                                     | ドライビング Miss デイジー                  |        |
| ウィリアム・スタインカンプ                                                                           | 恋のゆくえ/ファビュラス・ベイカー・ボーイズ |        |
| スティーヴン・ローゼンブラム                                                                         | グローリー                                  |        |
| ノエル・ボワソン                                                                                     | 子熊物語                                    |        |

### 1990年代
| 年 | 編集                                | 作品名 |
| --- | ----------------------------------- | ------ |
| 1990年 （第63回）                                                                                          |                                     |        |
| ニール・トラヴィス                                                                                         | ダンス・ウィズ・ウルブズ            |        |
| ウォルター・マーチ                                                                                         | ゴースト/ニューヨークの幻           |        |
| リサ・フラックマン、ウォルター・マーチ、バリー・マルキン                                                   | ゴッドファーザー PART III           |        |
| セルマ・スクーンメイカー                                                                                   | グッドフェローズ                    |        |
| デニス・ヴァークラー、ジョン・ライト                                                                       | レッド・オクトーバーを追え!         |        |
| 1991年 （第64回）                                                                                          |                                     |        |
| ジョー・ハッシング、ピエトロ・スカリア                                                                     | JFK                                 |        |
| ジェリー・ハンブリング                                                                                     | ザ・コミットメンツ                  |        |
| クレイグ・マッケイ                                                                                         | 羊たちの沈黙                        |        |
| マーク・ゴールドブラット、コンラッド・バフ四世、リチャード・A・ハリス                                      | ターミネーター2                     |        |
| トム・ノーブル                                                                                             | テルマ&ルイーズ                     |        |
| 1992年 （第65回）                                                                                          |                                     |        |
| ジョエル・コックス                                                                                         | 許されざる者                        |        |
| フランク・J・ユリオステ                                                                                    | 氷の微笑                            |        |
| カント・パン                                                                                               | クライング・ゲーム                  |        |
| ロバート・レイトン                                                                                         | ア・フュー・グッドメン              |        |
| ジェラルディン・ペローニ                                                                                   | ザ・プレイヤー                      |        |
| 1993年 （第66回）                                                                                          |                                     |        |
| マイケル・カーン                                                                                           | シンドラーのリスト                  |        |
| デニス・ヴァークラー、ディーン・グッドヒル、リチャード・ノード、デイヴィッド・フィンファー、ドヴ・ホウニグ | 逃亡者                              |        |
| アン・V・コーツ                                                                                            | ザ・シークレット・サービス          |        |
| ジェリー・ハンブリング                                                                                     | 父の祈りを                          |        |
| ヴェロニカ・ジェネット                                                                                     | ピアノ・レッスン                    |        |
| 1994年 （第67回）                                                                                          |                                     |        |
| アーサー・シュミット                                                                                       | フォレスト・ガンプ/一期一会         |        |
| スティーヴ・ジェイムズ、フレデリック・マルクス、ビル・ホーグス                                             | フープ・ドリームス                  |        |
| サリー・メンケ                                                                                             | パルプ・フィクション                |        |
| リチャード・フランシス＝ブルース                                                                           | ショーシャンクの空に                |        |
| ジョン・ライト                                                                                             | スピード                            |        |
| 1995年 （第68回）                                                                                          |                                     |        |
| マイク・ヒル、ダニエル・P・ハンレイ                                                                        | アポロ13                            |        |
| ジェイ・フリードキン、マーカス・ダルシー                                                                   | ベイブ                              |        |
| スティーヴン・ローゼンブラム                                                                               | ブレイブハート                      |        |
| クリス・レベンゾン                                                                                         | クリムゾン・タイド                  |        |
| リチャード・フランシス＝ブルース                                                                           | セブン                              |        |
| 1996年 （第639回）                                                                                         |                                     |        |
| ウォルター・マーチ                                                                                         | イングリッシュ・ペイシェント        |        |
| ジェリー・ハンブリング                                                                                     | エビータ                            |        |
| ロデリック・ジェインズ                                                                                     | ファーゴ                            |        |
| ジョー・ハッシング                                                                                         | ザ・エージェント                    |        |
| ピップ・カーメル                                                                                           | シャイン                            |        |
| 1997年 （第70回）                                                                                          |                                     |        |
| コンラッド・バフ四世、ジェームズ・キャメロン、リチャード・A・ハリス                                        | タイタニック                        |        |
| リチャード・フランシス＝ブルース                                                                           | エアフォース・ワン                  |        |
| リチャード・マークス                                                                                       | 恋愛小説家                          |        |
| ピエトロ・スカリア                                                                                         | グッド・ウィル・ハンティング/旅立ち |        |
| ピーター・ホーネス                                                                                         | L.A.コンフィデンシャル              |        |
| 1998年 （第71回）                                                                                          |                                     |        |
| マイケル・カーン                                                                                           | プライベート・ライアン              |        |
| アン・V・コーツ                                                                                            | アウト・オブ・サイト                |        |
| デヴィッド・ギャンブル                                                                                     | 恋におちたシェイクスピア            |        |
| ビリー・ウェバー、レスリー・ジョーンズ、サール・クライン                                                   | シン・レッド・ライン                |        |
| シモナ・パッジ                                                                                             | ライフ・イズ・ビューティフル        |        |
| 1999年 （第72回）                                                                                          |                                     |        |
| ザック・ステンバーグ                                                                                       | マトリックス                        |        |
| タリク・アンウォー                                                                                         | アメリカン・ビューティー            |        |
| ウィリアム・ゴールデンバーグ、デヴィッド・ローゼンブルーム、ポール・ルベル                                 | インサイダー                        |        |
| リサ・ゼノ・チャーギン                                                                                     | サイダーハウス・ルール              |        |
| アンドリュー・モンドシェイン                                                                               | シックス・センス                    |        |

### 2000年代
| 年                                                               | 編集                              | 作品名 |
| ---------------------------------------------------------------- | --------------------------------- | ------ |
| 2000年 （第73回）                                                |                                   |        |
| スティーヴン・ミリオン                                           | トラフィック                      |        |
| サー・クライン、ジョー・ハッシング                               | あの頃ペニー・レインと            |        |
| ピエトロ・スカラ                                                 | グラディエーター                  |        |
| ティム・スクワイアズ                                             | グリーン・デスティニー            |        |
| デデ・アレン                                                     | ワンダー・ボーイズ                |        |
| 2001年 （第74回）                                                |                                   |        |
| ピエトロ・スカリア                                               | ブラックホーク・ダウン            |        |
| ジョン・ギルバート                                               | ロード・オブ・ザ・リング          |        |
| ダニエル・P・ハンレイ、マイク・ヒル                              | ビューティフル・マインド          |        |
| ドディ・ドーン                                                   | メメント                          |        |
| ジル・ビルコック                                                 | ムーラン・ルージュ                |        |
| 2002年 （第75回）                                                |                                   |        |
| マーティン・ウォルシュ                                           | シカゴ                            |        |
| セルマ・スクーンメイカー                                         | ギャング・オブ・ニューヨーク      |        |
| エルヴェ・ド・リューズ                                           | 戦場のピアニスト                  |        |
| ピーター・ボイル                                                 | めぐりあう時間たち                |        |
| マイケル・J・ホートン                                            | ロード・オブ・ザ・リング/二つの塔 |        |
| 2003年 （第76回）                                                |                                   |        |
| ジェイミー・セルカーク                                           | ロード・オブ・ザ・リング/王の帰還 |        |
| ダニエル・レゼンデ                                               | シティ・オブ・ゴッド              |        |
| ウォルター・マーチ                                               | コールド マウンテン               |        |
| リー・スミス                                                     | マスター・アンド・コマンダー      |        |
| ウィリアム・ゴールデンバーグ                                     | シービスケット                    |        |
| 2004年 （第77回）                                                |                                   |        |
| セルマ・スクーンメイカー                                         | アビエイター                      |        |
| ジム・ミラー、ポール・ルベル                                     | コラテラル                        |        |
| マット・チェス                                                   | ネバーランド                      |        |
| ジョエル・コックス                                               | ミリオンダラー・ベイビー          |        |
| ポール・ハーシュ                                                 | Ray/レイ                          |        |
| 2005年 （第78回）                                                |                                   |        |
| ヒューズ・ウィンボーン                                           | クラッシュ                        |        |
| マイク・ヒル、ダニエル・ハンリー                                 | シンデレラマン                    |        |
| クレア・シンプソン                                               | ナイロビの蜂                      |        |
| マイケル・カーン                                                 | ミュンヘン                        |        |
| マイケル・マカスカー                                             | ウォーク・ザ・ライン/君につづく道 |        |
| 2006年 （第79回）                                                |                                   |        |
| セルマ・スクーンメイカー                                         | ディパーテッド                    |        |
| スティーヴン・ミリオン、ダグラス・クライス                       | バベル                            |        |
| スティーヴン・ローゼンブラム                                     | ブラッド・ダイヤモンド            |        |
| アレックス・ロドリゲス、アルフォンソ・キュアロン                 | トゥモロー・ワールド              |        |
| クレア・ダグラス、クリストファー・ラウズ、リチャード・ピアソン   | ユナイテッド93                    |        |
| 2007年 （第80回）                                                |                                   |        |
| クリストファー・ラウズ                                           | ボーン・アルティメイタム          |        |
| ジュリエット・ウェルフリング                                     | 潜水服は蝶の夢を見る              |        |
| ジェイ・キャシディ                                               | イントゥ・ザ・ワイルド            |        |
| ロデリック・ジェインズ                                           | ノーカントリー                    |        |
| ディラン・ティチェナー                                           | ゼア・ウィル・ビー・ブラッド      |        |
| 2008年 （第81回）                                                |                                   |        |
| クリス・ディケンズ                                               | スラムドッグ$ミリオネア           |        |
| カーク・バクスター、アンガス・ウォール                           | ベンジャミン・バトン 数奇な人生   |        |
| リー・スミス                                                     | ダークナイト                      |        |
| マイク・ヒル、ダニエル・P・ハンリー                              | フロスト×ニクソン                 |        |
| エリオット・グレアム                                             | ミルク                            |        |
| 2009年 （第82回）                                                |                                   |        |
| ボブ・ムラウスキー、クリス・イニス                               | ハート・ロッカー                  |        |
| スティーヴン・リフキン、ジョン・ルフーア、ジェームズ・キャメロン | アバター                          |        |
| ジュリアン・クラーク                                             | 第9地区                           |        |
| サリー・メンケ                                                   | イングロリアス・バスターズ        |        |
| ジョー・クロッツ                                                 | プレシャス                        |        |

### 2010年代
| 年                                                                   | 編集                                              | 作品名 |
| -------------------------------------------------------------------- | ------------------------------------------------- | ------ |
| 2010年 （第83回）                                                    |                                                   |        |
| カーク・バクスター、アンガス・ウォール                               | ソーシャル・ネットワーク                          |        |
| ジョン・ハリス                                                       | 127時間                                           |        |
| アンドリュー・ワイスブラム                                           | ブラック・スワン                                  |        |
| パメラ・マーティン                                                   | ザ・ファイター                                    |        |
| タリク・アンウォー                                                   | 英国王のスピーチ                                  |        |
| 2011年 （第84回）                                                    |                                                   |        |
| カーク・バクスター、アンガス・ウォール                               | ドラゴン・タトゥーの女                            |        |
| ミシェル・アザナヴィシウス、アン＝ソフィー・ビオン                   | アーティスト                                      |        |
| ケヴィン・テント                                                     | ファミリー・ツリー                                |        |
| セルマ・スクーンメイカー                                             | ヒューゴの不思議な発明                            |        |
| クリストファー・テレフセン                                           | マネーボール                                      |        |
| 2012年 （第85回）                                                    |                                                   |        |
| ウィリアム・ゴールデンバーグ                                         | アルゴ                                            |        |
| ティム・スクワイアズ                                                 | ライフ・オブ・パイ/トラと漂流した227日            |        |
| マイケル・カーン                                                     | リンカーン                                        |        |
| ジェイ・キャシディ、クリスピン・ストラザーズ                         | 世界にひとつのプレイブック                        |        |
| ディラン・ティチェナー、ウィリアム・ゴールデンバーグ                 | ゼロ・ダーク・サーティ                            |        |
| 2013年 （第86回）                                                    |                                                   |        |
| アルフォンソ・キュアロン、マーク・サンガー                           | ゼロ・グラビティ                                  |        |
| ジョー・ウォーカー                                                   | それでも夜は明ける                                |        |
| ジェイ・キャシディ、アラン・ボームガーテン、クリスピン・ストラザーズ | アメリカン・ハッスル                              |        |
| クリストファー・ラウズ                                               | キャプテン・フィリップス                          |        |
| ジャン＝マルク・ヴァレ、マーティン・ペンサ                           | ダラス・バイヤーズクラブ                          |        |
| 2014年 （第87回）                                                    |                                                   |        |
| トム・クロス                                                         | セッション                                        |        |
| ジョエル・コックス、ゲイリー・ローチ                                 | アメリカン・スナイパー                            |        |
| サンドラ・エイデアー                                                 | 6才のボクが、大人になるまで。                     |        |
| バーニー・ピリング                                                   | グランド・ブダペスト・ホテル                      |        |
| ウィリアム・ゴールデンバーグ                                         | イミテーション・ゲーム/エニグマと天才数学者の秘密 |        |
| 2015年 （第88回）                                                    |                                                   |        |
| マーガレット・シクセル                                               | マッドマックス 怒りのデス・ロード                 |        |
| ハンク・コーウィン                                                   | マネー・ショート 華麗なる大逆転                   |        |
| スティーヴン・ミリオン                                               | レヴェナント: 蘇えりし者                          |        |
| トム・マカードル                                                     | スポットライト 世紀のスクープ                     |        |
| メリアン・ブランドン、メアリー・ジョー・マーキー                     | スター・ウォーズ/フォースの覚醒                   |        |
| 2016年 （第89回）                                                    |                                                   |        |
| ジョン・ギルバート                                                   | ハクソー・リッジ                                  |        |
| ジョー・ウォーカー                                                   | メッセージ                                        |        |
| ジェイク・ロバーツ                                                   | 最後の追跡                                        |        |
| トム・クロス                                                         | ラ・ラ・ランド                                    |        |
| ナット・サンダーズ、ジョイ・マクミロン                               | ムーンライト                                      |        |
| 2017年 （第90回）                                                    |                                                   |        |
| リー・スミス                                                         | ダンケルク                                        |        |
| ポール・マクリス、ジェナサン・エイモス                               | ベイビー・ドライバー                              |        |
| タティアナ・S・リーゲル                                              | アイ,トーニャ 史上最大のスキャンダル              |        |
| シドニー・ウォリンスキー                                             | シェイプ・オブ・ウォーター                        |        |
| ジョン・グレゴリー                                                   | スリー・ビルボード                                |        |
| 2018年 （第91回）                                                    |                                                   |        |
| ジョン・オットマン                                                   | ボヘミアン・ラプソディ                            |        |
| バリー・アレクサンダー・ブラウン                                     | ブラック・クランズマン                            |        |
| ヨルゴス・モヴロプサリディス                                         | 女王陛下のお気に入り                              |        |
| パトリック・J・ドン・ヴィト                                          | グリーンブック                                    |        |
| ハンク・コーウィン                                                   | バイス                                            |        |
| 2019年 （第92回）                                                    |                                                   |        |
| アンドリュー・バックランド、マイケル・マカスカー                     | フォードvsフェラーリ                              |        |
| セルマ・スクーンメイカー                                             | アイリッシュマン                                  |        |
| トム・イーグルス                                                     | ジョジョ・ラビット                                |        |
| ジェフ・グロス                                                       | ジョーカー                                        |        |
| ヤン・チンモ                                                         | パラサイト 半地下の家族                           |        |

### 2020年代
| 年                                                 | 編集                                               | 作品名 |
| -------------------------------------------------- | -------------------------------------------------- | ------ |
| 2020/21年 （第93回）                               |                                                    |        |
| ミッケル・E・G・ニルソン                           | サウンド・オブ・メタル -聞こえるということ-        |        |
| ヨルゴス・ランプリノス                             | ファーザー                                         |        |
| クロエ・ジャオ                                     | ノマドランド                                       |        |
| フレデリック・トラヴァル                           | プロミシング・ヤング・ウーマン                     |        |
| アラン・ボームガーテン                             | シカゴ7裁判                                        |        |
| 2021年 （第94回）                                  |                                                    |        |
| ジョー・ウォーカー                                 | DUNE/デューン 砂の惑星                             |        |
| ハンク・コーウィン                                 | ドント・ルック・アップ                             |        |
| パメラ・マーティン                                 | ドリームプラン                                     |        |
| ピーター・シベラス                                 | パワー・オブ・ザ・ドッグ                           |        |
| マイロン・カースタイン、アンドリュー・ワイスブラム | tick, tick... BOOM! : チック、チック…ブーン!       |        |
| 2022年 （第95回）                                  |                                                    |        |
| ポール・ロジャーズ                                 | エブリシング・エブリウェア・オール・アット・ワンス |        |
| ミッケル・E・G・ニルソン                           | イニシェリン島の精霊                               |        |
| マット・ヴィラ、ジョナサン・レドモンド             | エルヴィス                                         |        |
| モニカ・ヴィッリ                                   | TAR/ター                                           |        |
| エディ・ハミルトン                                 | トップガン マーヴェリック                          |        |
| 2023年 （第96回）                                  |                                                    |        |
| ジェニファー・レイム                               | オッペンハイマー                                   |        |
| ローレント・セネシャル                             | 落下の解剖学                                       |        |
| ケヴィン・テント                                   | ホールドオーバーズ 置いてけぼりのホリディ          |        |
| セルマ・スクーンメイカー                           | キラーズ・オブ・ザ・フラワームーン                 |        |
| ヨルゴス・モヴロプサリディス                       | 哀れなるものたち                                   |        |
| 2024 （第97回）                                    |                                                    |        |
| ショーン・ベイカー                                 | ANORA アノーラ                                     |        |
| アリアンヌ・フィリップス、ダーヴィド・ヤンチョー   | ブルータリスト                                     |        |
| ニック・エマーソン                                 | 教皇選挙                                           |        |
| ジュリエット・ウェルフラン                         | エミリア・ペレス                                   |        |
| マイロン・カースタイン                             | ウィキッド ふたりの魔女                            |        |